# Ferenc Fazekaš
Ferenc Fazekaš (ur. 29 września 1958 w Bečeju) – serbski duchowny rzymskokatolicki, biskup diecezjalny Suboticy od 2023.

## Życiorys
Uczęszczał do Wyższego Seminarium Duchownego w Zagrzebiu (1977–1987). 29 czerwca 1984 otrzymał święcenia kapłańskie i został prezbiterem diecezji Subotica. Pracował przede wszystkim jako duszpasterz parafialny, pełniąc jednocześnie funkcje m.in. dziekana (2005–2012) oraz wikariusza generalnego diecezji (2020–2022). W latach 2022–2023 tymczasowy administrator diecezji subotickiej.
7 października 2023 papież Franciszek mianował go biskupem diecezjalnym Suboticy. 
11 listopada 2023 przyjął święcenia biskupie w Katedrze Świętej Teresy z Ávili w Suboticy. Głównym konsekratorem był Dražen Kutleša, arcybiskup metropolita Zagrzebia.  